# John Farrell
John Farrell es el director de YouTube en América Latina. 

## Educación
Farrell tiene un título de MBA conjunto de la Universidad de Texas en Austin y el Instituto Tecnológico de Estudios Superiores de Monterrey (ITESM).

## Carrera
Su carrera empresarial comenzó en Skytel y luego en Iridium como jefe de Desarrollo de Negocios, en Washington D. C., donde apoyó el diseño y lanzó el primer servicio de localización satelital del mundo y estableció acuerdos de distribución internacional.
Fue cofundador de Adetel, la primera empresa en brindar acceso a Internet a comunidades residenciales y empresas en México. Luego de convertirse en Gerente General de Adetel, desarrolló una alianza con TV Azteca para crear la primera tarjeta prepago de acceso a internet en el país conocida como ToditoCard. Más adelante en su carrera, John Farrell trabajó para Televisa en la Ciudad de México como Director de Desarrollo Comercial de Esmas.com. Allí estableció una alianza estratégica con un proveedor líder de telecomunicaciones para lanzar servicios de telefonía e Internet de marca compartida. También lideró los esfuerzos iniciales para lanzar servicios de redes sociales, aprovechando el contenido y los canales de medios de Televisa.

## Google
Farrel se incorporó a Google en 2004 como director de desarrollo empresarial para Asia y América Latina. El 7 de abril de 2008 fue ascendido al cargo de Gerente General de Google México, en reemplazo de Alonso Gonzalo.  Ahora es director de YouTube en América Latina, responsable de desarrollar audiencias, administrar asociaciones y hacer crecer el negocio de visualización de videos de Google. John también es parte del equipo de gestión de liderazgo de Google para América Latina y contribuye a la estrategia de Google en la región. Es Vicepresidente del IAB ( Interactive Advertising Bureau ), miembro del Consejo Asesor de AMIPCI (Asociación Mexicana de Internet), mentor activo de Endeavour y miembro de YPO. 